# Oltrefersina
Oltrefersina è la circoscrizione amministrativa numero 10 del comune di Trento. Si trova a sud della città, ed è fisicamente separata dal resto della città dal torrente Fersina, che cinge il confine nord della stessa Circoscrizione, e da questo ne prende anche il nome. Al 31 dicembre 2024 aveva 19 177 abitanti.
Tale circoscrizione è formata dai quartieri cittadini di Bolghera, Clarina, Madonna Bianca, Man, San Bartolomeo, Villazzano Tre. È incluso inoltre il Casteller.
A sud della circoscrizione ma in territorio di quella di Mattarello si trovano l'aeroporto di Trento e il Museo dell'aeronautica, entrambi dedicati a Gianni Caproni. In zona Santa Chiara presso l'ospedale Santa Chiara ed in zona San Bartolomeo si trovano le stazioni ferroviarie della Ferrovia della Valsugana, linea ferroviaria non elettrificata che collega Trento con il Veneto (Bassano del Grappa, Padova e Venezia); la quale nel tratto compreso tra Borgo Valsugana e Trento funge da metropolitana di superficie.
La circoscrizione Oltrefersina è altresì nota per l'organizzazione dell'Oltre Cover Music Maraton Rock Festival, trampolino di lancio di varie band musicali giovanili della Regione Trentino-Alto Adige.

## Curiosità
Il quartiere della Bolghera ha dato i natali a Mario Borzaga, dei Missionari Oblati di Maria Immacolata, morto martire in Laos nel maggio 1960.
Nell'ambito del territorio della Circoscrizione Oltrefersina, sono nate e han vissuto la loro infanzia le attrici e showgirl Alessia Merz e Adriana Volpe e Paola Calliari.